# Kara pracy porządkowej poza kolejnością
Kara pracy porządkowej poza kolejnością (PPK) - jedna z kar dyscyplinarnych stosowanych w Wojsku Polskim.
Kara pracy porządkowej poza kolejnością polegała na wyznaczeniu żołnierza do prac porządkowych w czasie wolnym od zajęć. Czas odbywania tej kary nie mógł przekraczać jednorazowo 4 godzin, w tym 2 godzin bezpośrednio po capstrzyku. Kara pracy porządkowej poza kolejnością powinna być wykonywana w obrębie danego pododdziału.